# Yakovlev
A JSC A.S. Yakovlev Design Bureau (em russo:  ОАО Опытно-конструкторское бюро им. А.С. Яковлева) é uma fabricante russa de aeronaves. Sua sede é localizada no Distrito Aeroport, parte do Distrito administrativo do norte em Moscou.

## Visão geral
A Yakovlev foi formada em 1934 por Alexander Sergeyevich Yakovlev, conhecida na época como OKB-115 (a fábrica possui sua própria base de produção nas instalações nº115), mas o aniversário é considerado em 12 de Maio de 1927, o dia do voo inaugural da aeronave AIR-1 desenvolvida no Departamento de Aeronaves Leves do GUAP (Agência Principal da Indústria Aeronáutica) sob supervisão de A.S. Yakovlev.
Durante a Segunda Guerra Mundial, a Yakovlev projetou e produziu uma linha famosa de aeronaves caça.
A Yakovlev foi adquirida pela Irkut em Abril de 2004. O governo russo uniu a companhia com a Mikoyan, Ilyushin, Irkut, Sukhoi e Tupolev, formando uma nova empresa nomeada United Aircraft Corporation em Fevereiro de 2006.
A empresa projetou também o Pchela (em russo:  Пчела, "abelha"), um drone de reconhecimento, e talvez seja melhor conhecida por sua linha bem-sucedida de caças a pistão na época da Segunda Guerra Mundial.
O nome Yakovlev é comumente usado no Ocidente, mas na Rússia é sempre abreviado por Yak (em russo:  Як) como parte do nome de uma aeronave. A transliteração alemã, normalmente utilizada por russos, poloneses e outros é Jak.

## Modelos

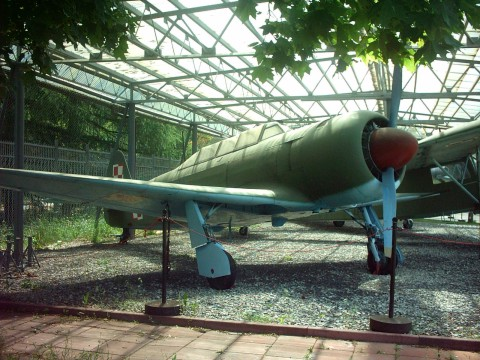
Yak-11

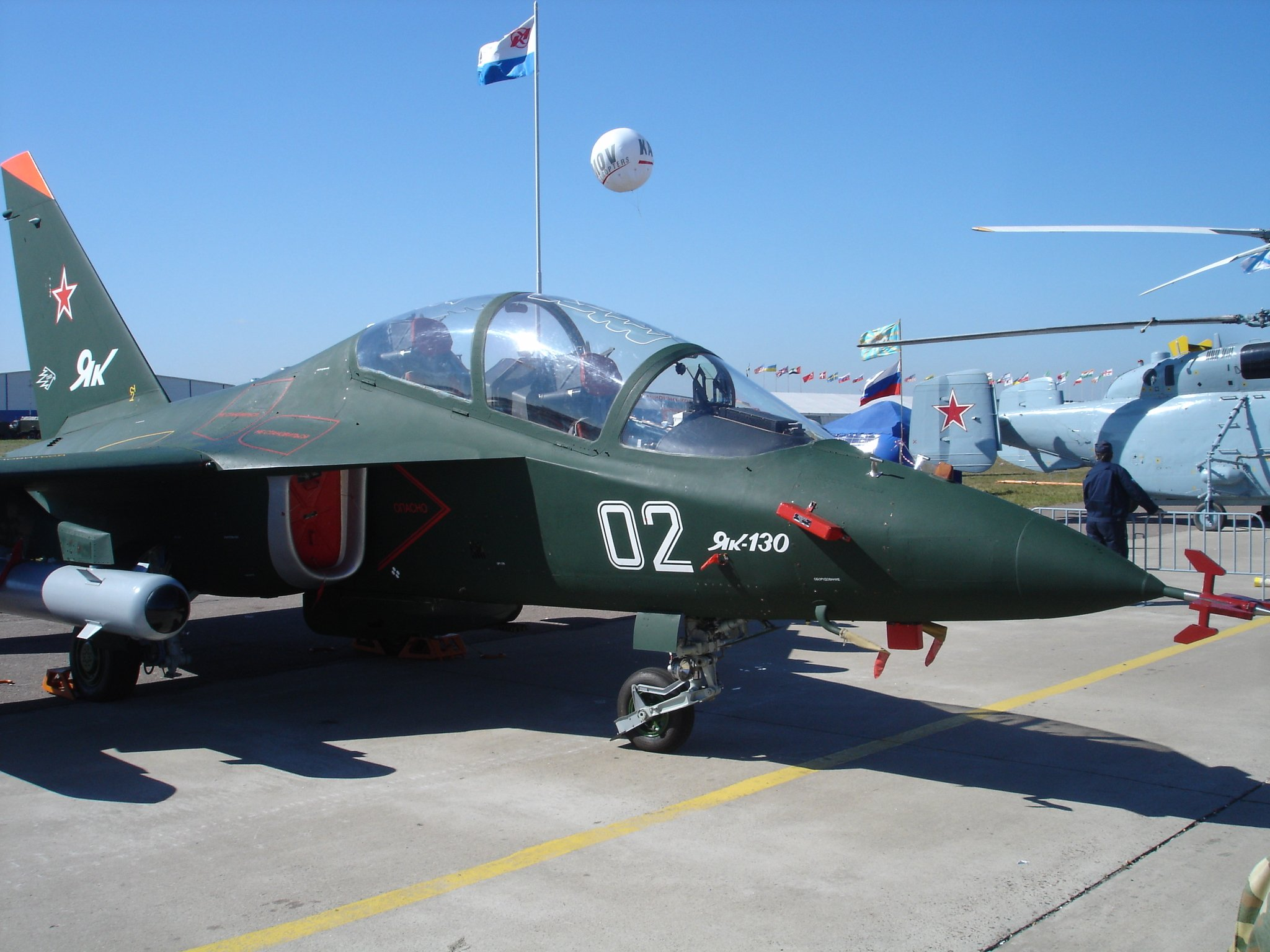
Yak-130

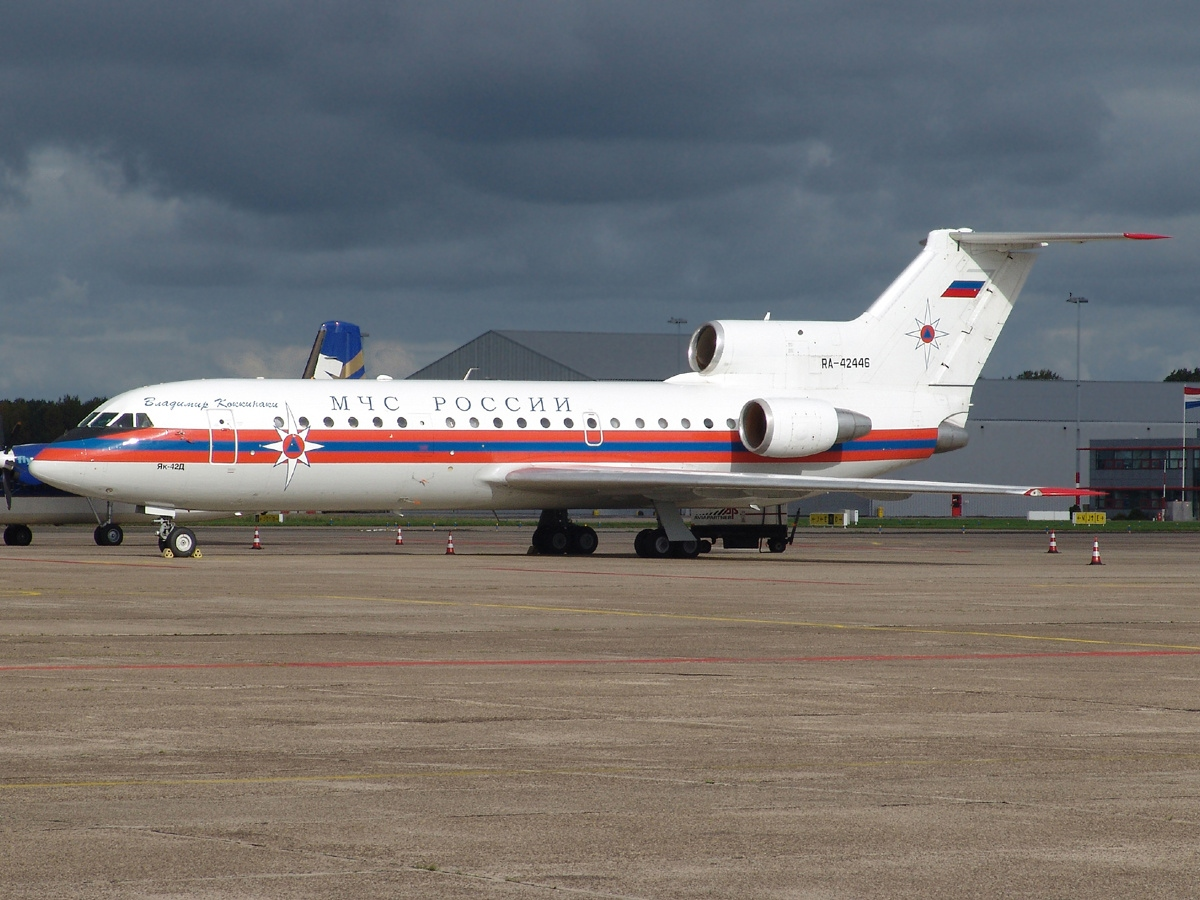
Yak-42.

- AIR-1
- AIR-2
- AIR-3
- AIR-4
- AIR-5
- AIR-6
- AIR-17
- UT-1 (AIR-14)
- UT-2 (AIR-10, Ya-20)
- Yak-1
- Yak-2
- Yak-3
- Yak-4
- Yak-5
- Yak-6
- Yak-7
- Yak-8
- Yak-9
- Yak-10
- Yak-11
- Yak-12
- Yak-13
- Yak-14
- Yak-15
- Yak-17
- Yak-18
- Yak-18T
- Yak-19
- Yak-23
- Yak-24
- Yak-25
- Yak-25
- Yak-25RV
- Yak-26
- Yak-27
- Yak-28
- Yak-28P
- Yak-28U
- Yak-30
- Yak-30
- Yak-32
- Yak-36
- Yak-38
- Yak-40
- Yak-41
- Yak-42
- Yak-43
- Yak-44
- Yak-46
- Yak-48
- Yak-50
- Yak-50
- Yak-52
- Yak-54
- Yak-55
- Yak-56
- Yak-112
- Yak-130
- Yak-141
- Pchela (bee)